# J. 케네스 캠벨
J. 케네스 캠벨(J. Kenneth Campbell, 1947년 7월 22일 ~ )은 미국의 배우이다.
플러싱에서 태어났다.

## 출연 작품
- 게스 후? (2005년)
- 마이클 랜던, 내가 아는 아버지 (1999년)
- US 씰 (1999년)
- 경찰서를 털어라 (1999년)
- 특명 델타 포스 2 - 메이데이 (1998년)
- 율리스 골드 (1997년)
- 터뷸런스 (1997년) - 맷 포웰 역
- 화성 침공 (1996년)
- 메이저 리그의 전설 타이 콥 (1994년)
- 단판 승부 (1993년)
- 인터셉터 (1992년)
- 살인 지령 101 (1991, Murder 101)
- 최후의 출격 (1991년)
- 엄마는 해결사 (1991년)
- 블루 히트 (1990년)
- 백색 전쟁 (1990년)
- 심연 (1989년)
- 마드리드의 음모 (1988년)
- 왁스웍 (1988년)
- 대통령을 만드는 사람들 (1988년)
- 디어 아메리카 (1987년)
- 더 체인질링 (1980)

### 텔레비전
- L.A. 로 (1990)
- 레니게이드 (1994-95)